# Spilocaea oleaginea
Spilocaea oleaginea (Castagne) S. Hughes, 1953 (sin. Cycloconium oleaginum) è un fungo fitopatogeno deuteromicete (famiglia delle Venturiaceae), agente eziologico dell'occhio di pavone o vaiuolo o cicloconio dell'olivo.

L'occhio di pavone è una delle più gravi avversità crittogame dell'olivo. È una malattia a eziologia fungina diffusa, in vario grado, in tutte le aree di coltivazione dell'olivo.

## Sintomatologia
L'occhio di pavone attacca tutti gli organi verdi dell'olivo ma è sulle foglie che le infezioni del fungo esplicano l'azione più dannosa. Sulla pagina superiore delle foglie compaiono delle macchie, dapprima piccole e di colore bruno, che poi, accrescendosi assumono una tonalità grigia al centro e bruno scuro alla periferia; nei periodi più caldi, le singole lesioni si circondano di un alone giallo intenso così da rassomigliare agli occhi delle penne del pavone da cui è derivato il nome della malattia.

## Ciclo biologico ed epidemiologia
La malattia si sviluppa dall'autunno sino alla primavera e va soggetta a una lunga stasi estiva negli ambienti a inverno meno rigido, mentre presenta una più netta stasi invernale nelle zone a clima freddo.
L'inoculo (conidi) per le infezioni primarie proviene principalmente dalle foglie infette che rimangono attaccate su rami durante l'inverno o l'estate.
I conidi, preso contatto con l'ospite, se le condizioni ambientali sono favorevoli, germinano ed emettono un pro-micelio che perfora attivamente la cuticola e poi si diffonde e si sviluppa negli spazi dello spessore sottocuticolare. 
Questi patogeni vengono chiamati parassiti sub-cuticolari.
La particolare localizzazione del micelio, sub-cuticolare, è dovuta alle particolari condizioni favorevoli incontrate quali: il nutrimento necessario alla sua crescita che ricava dalla degradazione della parete cellulare (cutina, cere, lipidi, cellulosa, pectina) e la protezione da parte della grossa cuticola che lo protegge dalla disidratazione e dalle radiazioni.
Il fungo non riesce a penetrare nel sottostante mesofillo in quanto è ostacolato dalla reazione di difesa antifungina della pianta con accumulo di composti fenolici.
A completamento del suo sviluppo sub-cuticolare, il fungo differenzia rami miceliali che fuoriescono dalla cuticola e danno luogo ai nuovi conidiofori che portano conidi bicellulite.
L'aspetto vellutato delle macchie fogliari è dovuto, appunto, alle fruttificazioni del patogeno. 
La durata del periodo di incubazione, dalla penetrazione alla comparsa dei sintomi, è piuttosto variabile: da circa due settimane, se le condizioni sono favorevoli ad alcuni mesi, se dopo l'infezione sopravviene un periodo caldo asciutto (stasi estiva), o freddo (stasi invernale).
I conidi che distaccano dalle ife conidiofori perdono la loro capacità di germinare in pochi giorni.
Ma il fungo continua a produrre facilmente nuovi conidi dalle macchie fogliari soprattutto dopo una pioggia che può corrispondere a un'infezione.
L'acqua di pioggia favorisce il distacco e la disseminazione dei conidi, che riescono poi a germinare purché la superficie fogliare si mantenga bagnata per diverse ore o che l'umidità sia prossima alla saturazione e i livelli termici siano compresi tra 2 e 30 °C con un ottimo fra 18 e 20 °C.
I propaguli del fungo vengono normalmente trasportati dal vento inglobati in goccioline d'acqua, ma anche semplicemente dal vento, oppure disseminati da insetti (Ectopsocus briggsi).
Le infezioni in atto possono essere evidenziate anche prima della comparsa dei sintomi mediante l'immersione delle foglie in soluzione acquosa al 5% di idrossido di sodio o potassico per 2-3 minuti a temperatura ambiente per le foglie giovani, a 50 °C per le foglie adulte.

## Danni
La malattia si manifesta con la caduta delle foglie che, oltre a ridurre la capacità fotosintetica della pianta, condiziona la sua successiva evoluzione delle gemme ascellari, impedendo così la produzione di rami a frutto con conseguente riduzione della produzione dell'anno successivo.
Inoltre, in conseguenza di ripetuti attacchi di S. oleaginea, la defogliazione porta a un generale indebolimento della pianta e a un progressivo disseccamento di una parte dei rami e delle branche.
In generale, i danni provocati dalla malattia dipendono dalle condizioni climatiche e dallo stato di suscettibilità delle piante.
La suscettibilità delle piante è varia per le diverse cultivar di olivo ed è maggiore nei soggetti già debilitati per altre cause (marciumi radicali, olivi potati male o non potati).

## Lotta

### Lotta agronomica
La lotta agronomica si avvale di misure preventive come:
- evitare un eccesso di concimazione azotata;
- effettuare adeguate potature in modo da alleggerirne le chiome e permettere il passaggio dell'aria e della luce.

### Lotta chimica
Si effettuano trattamenti preventivi con fungicidi da fare specialmente dopo periodi di bagnatura prolungata delle foglie.
I prodotti da utilizzare sono:
- Rameici: ossicloruri di rame e poltiglia bordolese.
- Dodina

I trattamenti a base di rame sono consigliabili nelle annate di scarica, in quanto provocano una intensa caduta delle foglie infette con riduzione dell'inoculo a causa dell'azione tossica svolta dal rame che entra nel mesofillo attraverso le numerose aperture provocate dal fungo.
Nelle annate di carica, invece, è consigliabile ricorrere alla Dodina oppure a nuovi formulati in quanto i prodotti cuprici interferiscono negativamente sulla differenziazione delle gemme a fiore.
Fra i diversi formulati rameici si darà la preferenza a quelli con un minore indice di fitotossicità e maggiore efficacia come gli ossicloruri.
In generale, si possono consigliare due trattamenti annuali eseguiti rispettivamente in primavera (prima del risveglio vegetativo) e in autunno (Italia centrosettentrionale) oppure tre trattamenti: uno verso la fine di febbraio, un altro all'inizio di ottobre e il terzo nel tardo autunno, cioè in dicembre (nel Mezzogiorno).